# Gruppe Monsun

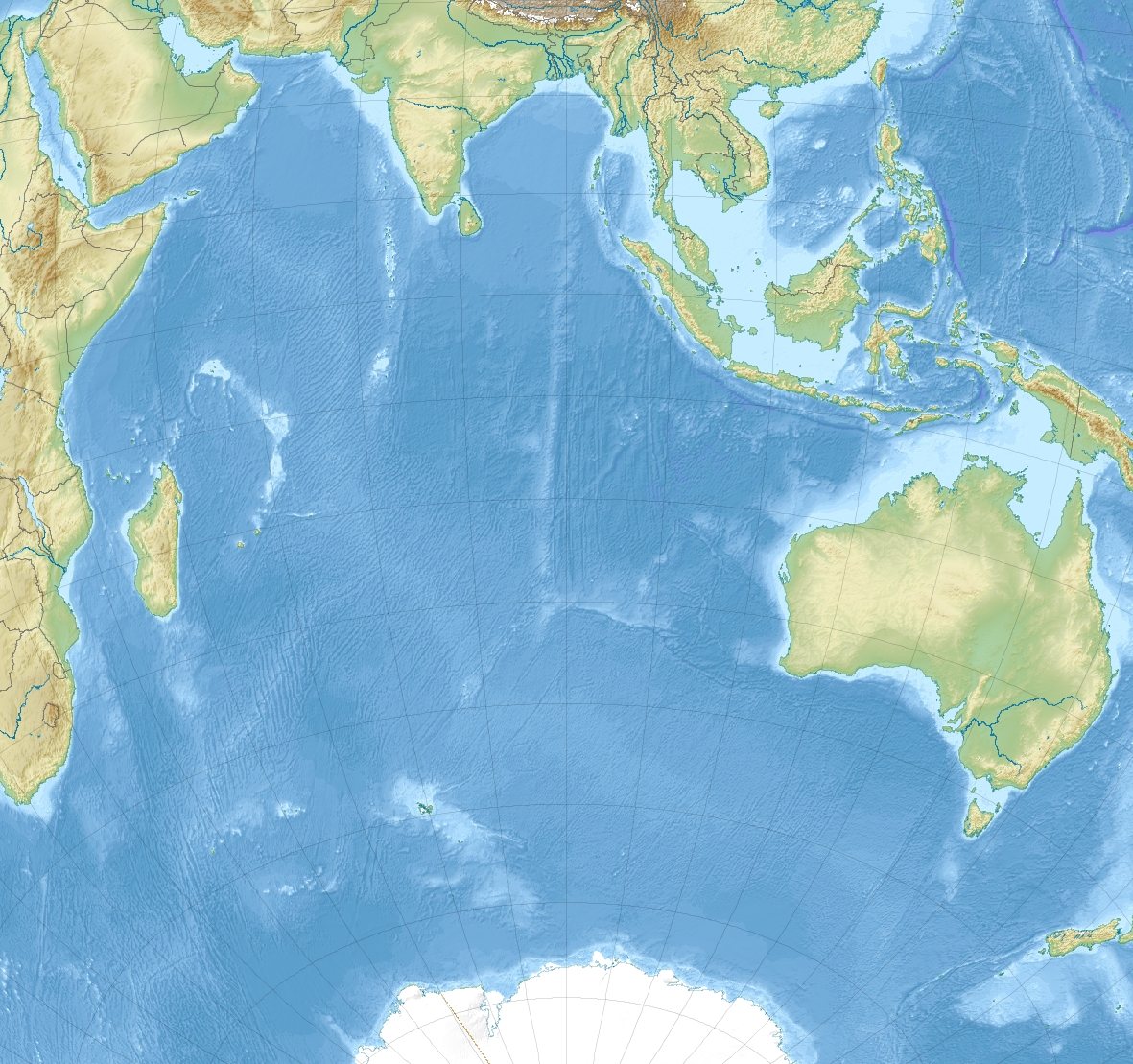
Der Indische Ozean, Einsatzgebiet der Monsun-U-Boote

Die Gruppe Monsun war eine Gruppe deutscher U-Boote, die im Zweiten Weltkrieg in den Indischen Ozean und das Arabische Meer gesendet wurden, um Schiffe der Alliierten anzugreifen. Sie operierten von Häfen aus, die von Japan besetzt worden waren. Für Versorgungszwecke kamen auch italienische U-Boote zum Einsatz. Der Deckname „Monsun“ ging auf die Planung zurück, die U-Boote gegen Ende des sommerlichen Monsunregens das vorgesehene Einsatzgebiet erreichen zu lassen.

## Handelskrieg im Indischen Ozean
Während die alliierten Schiffe im Rahmen des etablierten Geleitzug- oder Konvoy-Systems im Nordmeer, im Atlantik und im Mittelmeer durch Seestreitkräfte gut gesichert waren, standen für den Schutz der Schifffahrt zwischen Afrika und Australien nur geringe Kräfte zur Verfügung. Daher bestanden in diesen Gewässern auch keine Geleitzugrouten und die Schiffe versuchten ihre Zielhäfen als Einzelfahrer zu erreichen. Neben vereinzelten kleineren Kriegsschiffen sicherten lediglich dreizehn britische Staffeln mit jeweils 15–25 Flugzeugen diese Seegebiete. Die Operationen der Kriegsmarine gegen den alliierten Schiffsverkehr im Indischen Ozean und im südlichen Pazifik beschränkten sich ihrerseits auf den Einsatz von sogenannten Hilfskreuzern wie der, auch Schiff 28 genannten, Michel und der Thor (auch Schiff 10) sowie dem Hilfsminenleger Doggerbank, die durch speziell in diesen Seegebieten stationierte Tankschiffe, wie beispielsweise der Charlotte Schliemann versorgt wurden. In den Jahren 1942 und 1943 versenkten die drei deutschen Schiffe insgesamt 11 Schiffe mit 71.975 BRT. Im Rahmen der U-Bootgruppe Eisbär operierten Ende 1942 erstmals vier deutsche U-Boote im Indischen Ozean und versenkten 25 Schiffe mit 182.075 BRT. Nachfolgende Boote, bsp. die U-Bootgruppe Seehund, versenkten bis April des folgenden Jahres 43 weitere Schiffe. Diese Erfolge und der zu diesem Zeitpunkt einsetzende Aufbau eines britischen Konvoi-Systems im Indischen Ozean führten auf deutscher Seite zur Konzeption einer U-Bootgruppe, die permanent in diesem Seegebiet eingesetzt werden, durch U-Tanker versorgt und von U-Bootstützpunkten aus operieren sollte: Gruppe Monsun.

## Monsun – die „Erste Welle“
Zunächst kamen für den Einsatz lediglich große U-Boote der U-Bootklasse IX D infrage, die über eine entsprechende Reichweite verfügten. Nach Einrichtung eines U-Boot-Stützpunktes im malayischen Penang war es darüber hinaus möglich, kleinere Boote vom Typ IX C in dieses Seegebiet zu entsenden. Die ersten Boote dieser Monsun-Gruppe machten sich zwischen dem 30. Juni und dem 7. Juli 1943, größtenteils vom nordfranzösischen Marinestützpunkt Lorient aus, auf den Weg nach Südostasien. Am 30. Juni brach U 188 auf, einen Tag später folgte U 514. Am 3. Juli liefen U 168, U 183, U 509, U 532 und U 533 aus.  Am 6. Juli verließ U 506 und zwei Tage später U 516 den Stützpunkt Lorient. U 200 war bereits am 12. Juni in Kiel ausgelaufen. Das Boot hatte einen Trupp der "Brandenburger" genannten Sabotagetruppe der Wehrmacht an Bord, die in Südafrika an Land gesetzt werden sollten, um die Buren zum Kampf gegen die Briten zu motivieren. Fünf der in Marsch gesetzten Boote gingen verloren, lange bevor sie den Atlantik passieren konnten: U 200 wurde südöstlich Islands, U 506 vor Spanien, U 509 bei Madeira und U 514 bereits kurz nach dem Auslaufen in der Biskaya durch Luftangriffe vernichtet.

### Versorgung
Zu den Schwierigkeiten der Überfahrt der U-Boote in südostasiatische Gewässer gehörte, neben der Feindlage, vor allem die Treibstoffversorgung. Zur Versorgung der Monsun-Boote auf der Anfahrt zum Einsatzgebiet waren der U-Tanker U 487 und das Tankschiff Brake, das im Indischen Ozean wartete, vorgesehen. U 487 wurde allerdings am 13. Juli von mehreren Kampfflugzeugen des Geleitflugzeugträgers USS Core versenkt. Ersatzweise beauftragte die U-Bootführung das Typ IX C-Boot U 160, das Ende Juni von Bordeaux ausgelaufen war, damit, das zu diesem Zeitpunkt bereits verlorengegangene U 509 und die weiteren Monsun-Boote U 532, U 533 und U 506 zu versorgen. Vor dem Rendezvous der Boote wurde jedoch U 160 seinerseits versenkt. U 516 konnte die hierdurch entstandene Unterversorgung ausgleichen, denn das Boot musste die Anfahrt wegen technischer Probleme abbrechen und konnte Treibstoff und Versorgung an U 532 und U 533 übergeben, bevor es zum französischen Stützpunkt zurückkehrte. Drei weitere Boote der Gruppe Monsun, U 168, U 188 und U 183 wurden am 22. Juli vom Hilfs-Tank-U-Boot U 155 versorgt.

### Erreichen des Einsatzgebietes
Von den ursprünglich elf Booten der Gruppe Monsun gelang es lediglich fünf, den Atlantik zu verlassen und das Kap der Guten Hoffnung zu passieren, die sechs anderen wurden versenkt oder brachen die Fahrt ab:
- U 200, durch Liberator-Bomber am 24. Juni 1943 südwestlich Islands versenkt
- U 506, am 12. Juli 1943 vor Vigo von amerikanischen B-24 Bombern versenkt
- U 509, nordwestlich von Madeira am 15. Juli 1943 durch Flugzeuge der USS Santee versenkt
- U 514, nordöstlich von Kap Finisterre am 8. Juli 1943 durch britischen Liberator-Bomber versenkt
- U 516, Fahrtabbruch wegen technischer Probleme, kehrte am 23. August nach Lorient zurück
- U 847, Fahrtabbruch, Einsatz als Versorgungsboot und am 27. August 1943 in der Sargassosee durch Kampfflugzeuge der Card versenkt

Am 8. September trafen die verbliebenen Monsun-Boote mit dem deutschen Tanker Brake zusammen und übernahmen Treibstoff und Versorgung. Am 12. September erhielten die Kommandanten Befehl, ihre Boote zu den jeweils vorgesehenen Patrouillengebieten zu führen:
- U 168 fuhr ins Seegebiet vor Bombay und zum Golf von Cambay
- U 183 suchte erfolglos im Seegebiet vor Kenia nach gegnerischen Schiffen
- U 188 patrouillierte im Golf von Oman
- U 532 wurde zur Südspitze Indiens beordert
- U 533 befuhr den Golf von Aden

Durch die erfolgreiche Entschlüsselung des von der Kriegsmarine verwendeten Enigma-Codes, gelang es den US-amerikanischen Streitkräften, jede Bewegung der Monsun-Boote nachzuvollziehen, und den Schiffsverkehr entsprechend zu sichern oder umzuleiten. Dadurch erzielten die deutschen U-Boote nur sehr wenige Versenkungen.

### Stützpunkt Penang

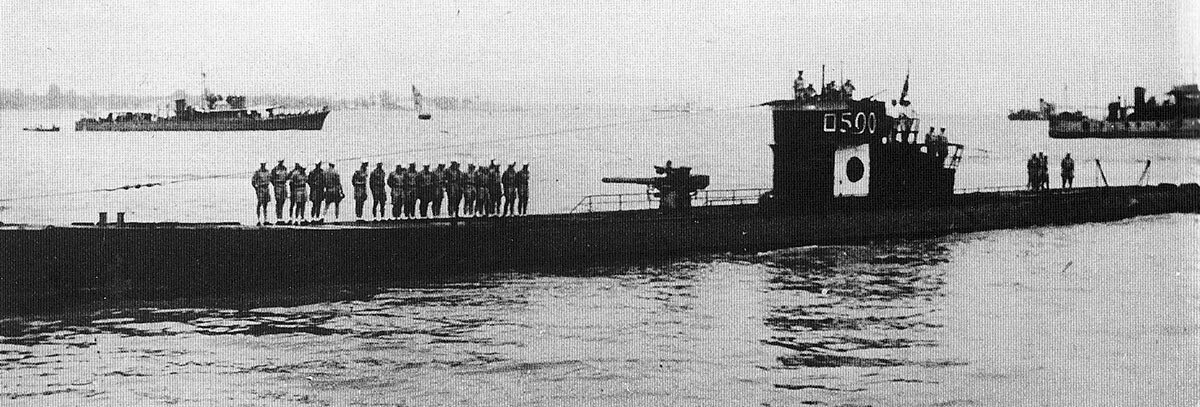
U 511 (Marco Polo) als "RO-500" nach der Übergabe an Japan

Mit U 533, das am 16. Oktober im Golf von Aden versenkt wurde, ging ein weiteres Monsun-Boot verloren. Im Herbst des Jahres 1943 erreichten die vier letzten Boote der Gruppe Monsun den Stützpunkt im Hafen von Penang. Malaysia war im Frühjahr 1942 von Japan erobert worden. Ein Teil des Hafens von Penang wurde der Kriegsmarine zur Verfügung gestellt, die hier unter Geheimhaltung einen improvisierten U-Bootstützpunkt einrichtete, dessen Besatzung zur Tarnung größtenteils zivile Kleidung trug und zum Teil aus der ehemaligen Besatzung des Marco Polo genannten deutschen U-Boots U 511 bestand, das der japanischen Marine übergeben worden war. Fritz Schneewind, der ehemalige Kommandant von U 511, löste Heinrich Schäfer auf U 183 ab, der wegen Erfolglosigkeit seines Kommandos enthoben wurde. Befehlshaber des Stützpunktes war Kapitänleutnant Grützmacher, ehemaliger Offizier auf dem Hilfskreuzer Michel. Auch der Ende 1944 eingerichtete "Chef im Südraum", Fregattenkapitän Wilhelm Dommes, ehemaliger Kommandant von U 178, residierte in Penang. Während die Boote nominell weiter ihren heimatlichen Frontflottillen unterstanden, war er verantwortlich für alle U-Bootunternehmungen im Indischen Ozean und den angrenzenden Seegebieten. Die geringe, behelfsmäßige Besatzung des Stützpunktes konnte eine Instandsetzung der Boote nicht gewährleisten. Der Plan, japanische Fachleute für eventuelle Reparaturen und die allgemeine Instandsetzung der U-Boote zu gewinnen, schlug fehl. Die deutschen U-Boot-Kommandanten setzten also ihre eigenen Besatzungen zur Überholung der Boote ein. Deren Landurlaub, der nach einer Feindfahrt üblicherweise Wochen andauerte, verkürzte sich dementsprechend auf wenige Tage. Auch die Beschaffung von Ausrüstung und Material war nur ungenügend gewährleistet. Nur zweien der Monsun-Boote, die es nach Penang geschafft hatten, U 188 und U 532, gelang es später, wieder europäische Gewässer zu erreichen. Die U-Boote der „Ersten Welle“ der Gruppe Monsun hatten im Verlauf ihres Einsatzes unter großen Verlusten lediglich sechs Schiffe und sechs Daus mit insgesamt 33.800 BRT versenkt. Ihr Einsatz blieb hinter den Erwartungen zurück und gilt als Fehlschlag.

## Weitere Stützpunkte
Folgende weitere Stützpunkte bzw. Anlegepunkte waren von den Japanern an die Deutschen zur Nutzung übergeben worden:
- Basis in Singapur
- Basis in Jakarta (in Indonesien)
- Basis in Surabaya (in Indonesien)
- Basis in Kure (in Japan) als Anlegepunkt für deutsche Versorgungs-U-Boote.

## Verstärkung – die „Zweite Welle“
Am 18. September 1943 lief U 848 unter dem Kommando von Wilhelm Rollmann von Kiel aus, um die Monsun-Boote in Penang zu verstärken. Bei der Durchquerung des mittleren Atlantik entschloss sich Kommandant Rollmann am 2. November einen britischen Frachter zu versenken, was das Bombergeschwader der US-Navy auf der Insel Ascension alarmierte. Das Boot wurde kurz darauf von zwei B-24 Bombern aufgespürt und versenkt. Auch U 849, das Kiel am 2. Oktober mit Ziel Penang verlassen hatte, gelang es nicht, das vorgesehene Operationsgebiet zu erreichen. Das Boot wurde ebenfalls von Bombern der auf Ascension stationierten Squadron VB 107 entdeckt und versenkt.
Zwischen Januar und Juni des Jahres 1944 wurden sechzehn weitere U-Boote in die ostasiatischen Einsatzgebiete entsandt, um Nachschub zum Stützpunkt Penang zu bringen und die dortigen Streitkräfte zu verstärken. Gleichzeitig wurden einige der dort stationierten Boote zurück beordert, auch um kriegswichtige Güter, wie Zinn, Wolfram, Chinin und Opium nach Deutschland zu bringen.

### Aquila

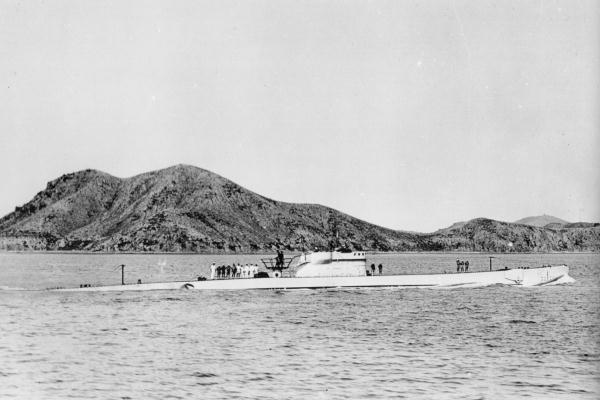
UIT 24, ein “Aquila”-Boot

Bereits Anfang Februar 1943 hatte Karl Dönitz sich gegenüber Adolf Hitler dafür verwendet, italienische U-Boote zu Transport-U-Booten, insbesondere für den Transport von Gütern aus Ostasien, umzurüsten. Unter dem Decknamen „Aquila“ brachen einige dahingehend modifizierte italienische U-Boote nach Ostasien auf, drei von ihnen erreichten Singapur. Nach dem Sturz Mussolinis wurden diese Boote von den japanischen Verbündeten interniert und den Deutschen übergeben. Nachdem sie mit deutschen Besatzungen ausgestattet worden waren, machten sich UIT 24, UIT 23 und UIT 22 Anfang 1944 auf den Weg nach Europa. Das „Aquila“-Programm war ein Fehlschlag und wurde nach dem Scheitern der beteiligten Boote aufgegeben: UIT 23 und UIT 22  wurden versenkt, noch bevor sie den Pazifik verlassen konnten und UIT 24 kehrte nach Penang zurück, da es sich nicht, wie geplant, beim deutschen Tanker Brake versorgen konnte – die Brake war inzwischen versenkt worden.

### Verlust der Versorgungsschiffe
Zur Versorgung der hin- und herfahrenden U-Boote sollte der Tanker Charlotte Schliemann im Indischen Ozean positioniert werden. Durch Entschlüsselung der deutschen Funksprüche erhielten die britischen Streitkräfte Kenntnis von diesen Planungen und versenkten den deutschen Tanker. Als die zur Versorgung vorgesehenen Boote an der verabredeten Stelle eintrafen, das Versorgungsschiff aber nicht vorfanden, wurde der Verlust der Charlotte Schliemann offenbar. Die Boote, U 168, U 183, U 188 und U 532 wurden zu einem Rendezvous mit der Brake beordert. Dort entwickelte sich ein Gefecht mit US-amerikanischen Seestreitkräften, in dessen Verlauf die Brake sank. Die kurz aufeinander folgenden Versenkungen der beiden deutschen Tanker ließ die U-Bootführung zutreffend argwöhnen, dass der Enigma-Code nicht mehr sicher war. Es erfolgte eine Modifizierung der Codierung, was wiederum zu Konsequenzen bei den Alliierten führte, die ihre Befehlsstellen anwiesen, zunächst keine Aktionen mehr anzusetzen, die auf Erkenntnissen der Entschlüsselung von Enigma-Funksprüchen gründeten.

### Neue Boote für Penang
Viele der sechzehn Booten, die in der ersten Hälfte des Jahres 1944 in Richtung Penang ausliefen, transportierten Nachschub für den deutschen Stützpunkt auf Malaysia. Drei der neuen Monsun-Boote waren stark bewaffnete moderne U-Boote vom Typ IX C, zwei waren Torpedoversorger vom deutlich kleineren Typ VII F, und eines ein italienisches Modell, das für die Verwendung in der Kriegsmarine im Rahmen des „Aquila“-Programms zu einem Transportboot umgebaut worden war. Die meisten der auslaufenden U-Boote waren jedoch „Fern-U-Boote“ des großen Typs IX D. Eines dieser Boote war U 852, das Kiel am 18. Januar verließ. Kommandant Heinz-Wilhelm Eck, der den sogenannten Laconia-Befehl, nach eingehender Diskussion mit dem Flottillenchef der dort stationierten 5. U-Flottille, dahingehend interpretierte, dass zwecks Geheimhaltung die Überlebenden einer Versenkung zu töten wären, ließ nach der Versenkung eines griechischen Frachters auf Schiffbrüchige feuern. Wenige Wochen später setzte er sein Boot, das durch Gefechtsschäden tauchunklar geworden war, an der afrikanischen Küste auf Sand und kam mit dem Großteil seiner Besatzung in Kriegsgefangenschaft. Nur sechs der Monsun-Boote der „Zweiten Welle“ erreichten ihren Bestimmungsort, alle anderen wurden von alliierten U-Jagd-Einheiten gestellt und versenkt.

### Ende derGruppe Monsun
Die sechzehn U-Boote der „Zweiten Welle“ und die acht zurückkehrenden Monsun-Boote versenkten insgesamt 33 Schiffe mit 191.860 BRT. Im Laufe der Unternehmungen wurden elf U-Boote versenkt und zwei Tankschiffe, die Charlotte Schliemann und die Brake, die für den Einsatz deutscher U-Boote in ostasiatischen Gewässern unverzichtbar waren, gingen verloren. Weitere Boote mussten ihre Fahrt abbrechen. Insgesamt erreichten nur acht von 24 U-Booten bis Kriegsende ihren Bestimmungsort: sechs davon Penang und zwei schafften es nach Frankreich. Diese beiden, U 178 und U 188 brachten insgesamt rund 300 t Zinn, Molybdän, Wolfram, Gummi, Chinin und Opium mit nach Europa. Vier weitere Transport-U-Boote trafen erst nach Kriegsende ein.

## Versenkungen

### Versenkte Schiffe
Alle versenkten Schiffe von Monsun-U-Booten auf Hin- und Rückmarsch, sowie im Operationsgebiet.
| Datum              | Schiffsname         | Flagge                 | BRT   | U-Boot | Tote | Fracht und Passagiere                               | Position |
| ------------------ | ------------------- | ---------------------- | ----- | ------ | ---- | --------------------------------------------------- | -------- |
| 1. Juni 1943       | Salabangka          | Niederlande            | 6.586 | U 178  | 10   |                                                     | Lage     |
| 27. Juni 1943      | Sebastian Cermeno   | Vereinigte Staaten     | 7.194 | U 511  | 5    |                                                     | Lage     |
| 4. Juli 1943       | Breiviken           | Norwegen               | 2.669 | U 178  | 3    |                                                     | Lage     |
| 4. Juli 1943       | Michael Livanos     | Griechenland           | 4.774 | U 178  | 2    |                                                     | Lage     |
| 11. Juli 1943      | Mary Livanos        | Griechenland           | 4.771 | U 178  | 8    |                                                     | Lage     |
| 17. Juli 1943      | City of Canton      | Vereinigtes Königreich | 6.692 | U 178  | 8    |                                                     | Lage     |
| 19. September 1943 | Fort Longueuil      | Vereinigtes Königreich | 7.128 | U 532  | 57   |                                                     | Lage     |
| 21. September 1943 | Cornelia P. Spencer | Vereinigte Staaten     | 7.176 | U 188  | 2    |                                                     | Lage     |
| 1. Oktober 1943    | Tashina             | Vereinigtes Königreich | 7.267 | U 532  | 0    |                                                     | Lage     |
| 2. Oktober 1943    | Haiching            | Vereinigtes Königreich | 2.183 | U 168  | 12   |                                                     | Lage     |
| 27. Dezember 1943  | José Navarro        | Vereinigte Staaten     | 7.244 | U 178  | 0    |                                                     | Lage     |
| 20. Januar 1944    | Fort Buckingham     | Vereinigtes Königreich | 7.122 | U 188  | 38   |                                                     | Lage     |
| 25. Januar 1944    | Fort la Maure       | Vereinigtes Königreich | 7.130 | U 188  |      |                                                     | Lage     |
| 26. Januar 1944    | Samouri             | Vereinigtes Königreich |       | U 188  | 0    |                                                     | Lage     |
| 26. Januar 1944    | Surada              | Vereinigtes Königreich |       | U 188  | 0    |                                                     | Lage     |
| 29. Januar 1944    | Olga E. Embincos    | Griechenland           | 4.677 | U 188  | 20   |                                                     | Lage     |
| 4. Februar 1944    | Chung Cheng         | Taiwan                 | 7.176 | U 188  | 20   |                                                     | Lage     |
| 9. Februar 1944    | Viva                | Norwegen               | 3.798 | U 188  | 0    |                                                     | Lage     |
| 29. Februar 1944   | Palma               | Vereinigtes Königreich |       | U 183  | 7    |                                                     | Lage     |
| 13. März 1944      | Peleus              | Griechenland           | 8.833 | U 852  | 32   |                                                     | Lage     |
| 27. März 1944      | Tulagi              | Vereinigtes Königreich | 2.281 | U 532  | 47   |                                                     | Lage     |
| 1. April 1944      | Dahomian            | Vereinigtes Königreich | 5.277 | U 852  | 2    |                                                     | Lage     |
| 5. Juni 1944       | Helen Moller        | Vereinigtes Königreich |       | U 183  | 4    |                                                     | Lage     |
| 25. Juli 1944      | Robin Goodfellow    | Vereinigte Staaten     | 6.885 | U 862  | 68   | 8602 t Chrom                                        | Lage     |
| 13. August 1944    | Radbury             | Vereinigtes Königreich | 3.614 | U 862  | 23   | 4000–5000 t Kohle                                   | Lage     |
| 16. August 1944    | Empire Lancer       | Vereinigtes Königreich | 7.037 | U 862  | 42   |                                                     | Lage     |
| 18. August 1944    | Nairung             | Vereinigtes Königreich | 5.414 | U 862  | 92   |                                                     | Lage     |
| 19. August 1944    | Wayfarer            | Vereinigtes Königreich | 5.068 | U 862  | 51   |                                                     | Lage     |
| 24. Dezember 1944  | Robert J. Walker    | Vereinigte Staaten     | 7.180 | U 862  | 2    | Ballast                                             | Lage     |
| 6. Februar 1945    | Peter Silvester     | Vereinigte Staaten     | 7.176 | U 862  | 33   | 2700 t US-Army Ausrüstung 317 Maulesel 107 Soldaten | Lage     |
| 10. März 1945      | Baron Jedburgh      | Vereinigtes Königreich | 3.656 | U 532  | 1    |                                                     | Lage     |
| 28. März 1945      | Oklahoma            | Vereinigte Staaten     | 9.298 | U 532  | 50   |                                                     | Lage     |

### Versenkte U-Boote
Alle versenkten Monsun-U-Boote auf Hin- und Rückmarsch, sowie im Operationsgebiet.
| Datum             | U-Boot | Tote | Position |
| ----------------- | ------ | ---- | -------- |
| 24. Juni 1943     | U 200  | 68   | Lage     |
| 12. Juli 1943     | U 506  | 48   | Lage     |
| 15. Juli 1943     | U 509  | 54   | Lage     |
| 16. Oktober 1943  | U 533  | 52   | Lage     |
| 5. November 1943  | U 848  | 63   | Lage     |
| 25. November 1943 | U 849  | 63   | Lage     |
| 3. Mai 1944       | U 852  | 7    | Lage     |
| 5. Oktober 1944   | U 168  | 23   | Lage     |
| 23. April 1945    | U 183  | 54   | Lage     |